# 까삐꾸씨 까삐깜
《까삐꾸씨 까삐깜》(힌디어: कभी खुशी कभी ग़म Kabhi Khushi kabhi Gham)은 인도에서 2001년에 개봉된 영화이다. 간단히 K3G 라고도 부른다. 영화 제목은 "언젠가 기쁨 언젠가 슬픔"을 뜻한다.
제목 그대로 영화의 내용은 살아가면서 기쁨과 슬픔은 항상 교차한다는 것이다. 영화 제작자는 까란 조하르(Karan Johar)이며,인도에서 유명한 국민배우인 아미따브 바짠과 그의 실제 부인인 자야 바짠, 샤룩칸 그리고 그의 영원한 콤비 까졸, 첫 데뷔작부터 주목을 받아왔던 배우 리틱 로샨과 까리나 까뿌르를 주인공으로 한 영화이다. 라니 무카르지는 까메오로 출연하였다.

## 줄거리
야쉬와르단 라이찬(아미따브 바짠)은 큰 그룹의 회장님 정도로 부유한 가정을 이루고 있는 사람이다. 그와 그의 아내 난드니(자야 바짠)에게 아이가 없어서, 아들을 입양하는데 그 아들이 라훌(샤룩 칸)이다. 라훌은 8살 되던 해, 자신이 입양아라는 것을 알게 되고 자신을 길러준 부모님께 감사해한다. 그런 모습을 본 야쉬는 이 일은 우리의 집에서 두 번 다시 언급되어서는 안되는 일이며, 누가 뭐라고 해도 너는(라훌) 나의 아들이라고 못 박는다. 시간이 흐르면서, 라훌이 영국에서 MBA를 마치고 돌아오자 그의 결혼 이야기가 오고 간다.라훌과는 아무런 상의도 없이, 라훌을 예전부터 좋아하던 네나(라니 무카르지)를 야쉬는 자신의 며느리로 점찍는다.

## 출연

### 주연
- 아미타브 밧찬
- 자야 바두리

### 조연
- 샤룩 칸
- 까졸
- 리틱 로샨
- 카리나 카푸르
- 라니 무케르지
- 파리다 잘랄
- 아록 나스
- 자니 레버
- 히마니 시브푸리
- 아차라 샤데브
- 서시마 세스
- 시모네 싱
- 파르잔 다스투르
- 주갤 한스라이
- 조라 세갈
- 아마르 아다티아
- 라훌 나스

## 기타
- Ass-PD: 히루 조하르